# Malthinus bulgaricus
Malthinus bulgaricus là một loài bọ cánh cứng trong họ Cantharidae. Loài này được Svihla miêu tả khoa học năm 1990.